# Нанопокриття
Нанопокриття  — тонкий шар (< 100 нм), яким покривають поверхні, щоб покращити їх властивості або надати їм нових властивостей. Нанопокриття використовують для того, щоб подолати проблеми притаманні звичайним покриттям: погану адгезію, погану гручкість, погану довготриваліть, погану стійкість до подряпин тощо.
Нанокристалічні матеріали включають в свій склад кластери, розмір яких порядку 10 нм. При цьому, чим менше розмір кластера, тим яскравіше виражені специфічні властивості матеріалу, наприклад, температура плавлення, питомий опір, твердість, міцність. Збільшення міцності нанокристалів пов’язано з тим, що при малих розмірах кластерів зменшується щільність існуючих дефектів структури і ймовірність утворення нових. Істотно, що на відміну від звичайних кристалів збільшення міцності нанокристалів супроводжується підвищенням його пластичності.
Широке поширення отримують в даний час наноструктурні кераміки. Завдяки таким властивостям, як високотемпературна міцність, хімічна стійкість і легкість, вони використовуються в аерокосмічній техніці, в ортопедії і стоматології, в тих випадках, коли необхідні водонепроникність і захист від корозії. Вдалося, наприклад, створити з наноструктурної кераміки двигун внутрішнього згоряння, температура робочої камери якого досягає 1 400° С, а ККД в 1,5 рази вище, ніж в існуючих двигунів внутрішнього згоряння.
Наноструктурних керамічне покриття поверхонь ріжучих інструментів дозволяє підвищити їх твердість, термостійкість і зменшити коефіцієнт тертя, що призводить до збільшення термінів їх експлуатації. Нанокерамікі, створену на основі карбіду бору, використовують для виготовлення легких і кулестійких бронезахисних матеріалів.
Ще один клас наноматеріалів – нанокомпозити. У них принаймні одна компонента має нанорозміри. На відміну від звичайних композиційних матеріалів, в нанокомпозитах наявність невеликого числа наночастинок (2-5% маси матеріалу) робить істотний вплив на їх властивості.
Наприклад, плівка товщиною всього 45 нм, виконана з полімерного нанокомпозиту і пронизана кристалами діоксиду цирконію, має високу міцність і пружністю. Вона здатна утримати рідину, маса якої в 70 000 разів більше маси плівки. Така плівка може застосовуватися як датчики і мембрани.
Плівки і покриття відіграють велику роль у сучасній техніці. Наноструктурні плівки можуть являти собою нанокристалічний матеріал, нанокерамікі, нанокомпозити. Нанесення такого покриття на звичайні матеріали (дерево, скло, папір і ін.) Надає їм незвичайні властивості. Так, вода, яка потрапляє на звичайне скло, збирається на ньому в краплі. Якщо ж на скло нанести покриття з полімерних шарів і наночастинок кварцу, то вода утворює на ньому рівний прозорий шар. Розроблено фарба для фарбування будинків, «відразлива» бруд і вологу, покриття для тканини, що захищає одяг від бруду.